# Список астероїдів, названих на честь людей
Список містить імена астероїдів, названих на честь людей, як реальних, так і вигаданих.

## Науковці

### Вчені природничих наук

#### Астрономи

##### Астрономи-аматори
- 340 Едуарда (Генріх Едуард фон Ладе[en], Німеччина)
- 792 Меткалфія (Джоел Гастінгс Меткалф[en], США)
- 828 Ліндеманнія (Адольф Фрідріх Ліндеманн[en], Німеччина, Велика Британія)
- 2602 Мур (Патрік Мур)
- 3184 Раб (Herbert Raab, Австрія)
- 4143 Huziak(інші мови) (Richard Huziak, Канада) Будинок мистецтв і індустрій
- 9121 Стефановалентіні (Стефано Валентіні, Італія)
- 12787 Абетадасі (Тадасі Абе, Японія)
- 13624 Абеосаму (Осаму Абе, Японія)
- 16217 Пітербротон (Пітер Бротон, Канада)
- 24898 Аланхолмс (Алан Холмс, США)
- 29483 Boeker(інші мови) (Karolin Kleemann-Boeker та Andreas Boeker, Німеччина)
- 37729 Акіратакао (Акіра Такао, Японія)
- 49109 Аґнесрааб (Аґнес Рааб, Австрія)
- 60406 Albertosuci(інші мови) (Alberto Suci, Італія)
- 103422 Лаурізірен (Лаурі Зірен, Фінляндія)
- 117032 Девідлейн (Девід Лейн, Канада)
- 144907 Вайтхорн (Mary Lou Whitehorne, Канада)
- 161693 Attilladanko(інші мови) (Attilla Danko, Канада)
- 171153 Allanrahill(інші мови) (Allan Rahill, Канада)
- 260235 Attwood(інші мови) (Randy Attwood, Канада)
- 263906 Yuanfengfang(інші мови) (Fengfang Yuan, Китай)

##### Професійні астрономи
- 107 Камілла (Каміль Фламмаріон; також Камілла — дочка міфічного владаря вольсків)
- 162 Лорентія (Жозеф Жан П'єр Лоран)
- 238 Гіпатія (Гіпатія)
- 281 Лукреція (Кароліна Гершель)
- 339 Доротея (Доротея Клюмпке-Робертс)
- 349 Дембовська (Ерколе Дембовський[en])
- 366 Вінсентіна (Вінченцо Черуллі[en])
- 511 Давида (David Peck Todd[en])
- 676 Мелітта (Філібер Жак Мелотт)
- 729 Вотсонія (Джеймс Крейг Вотсон)
- 761 Бренделія (Мартін Брендель[en])
- 767 Бондія (Вільям Кренч Бонд і Джордж Філліпс Бонд)
- 768 Струвеана (Отто Васильович Струве, Василь Якович Струве та Герман Оттович Струве)
- 784 Пікерінгія (Едвард Чарлз Пікерінг та Вільям Генрі Пікерінг)
- 786 Бредічіна (Федір Олександрович Бредіхін)
- 806 Ґілденія (Гуго Гюлден[en])
- 818 Каптейнія (Якобус Корнеліус Каптейн)
- 819 Бернардіана (Едвард Емерсон Барнард)
- 827 Вольфіана (Макс Вольф)
- 834 Бернгемія (Шерберн Веслі Бернгем)
- 854 Фростія (Edwin Brant Frost[en])
- 855 Ньюкомбія (Саймон Ньюкомб)
- 856 Баклунда (Баклунд Оскар Андрійович)
- 857 Глазенаппія (Глазенап Сергій Павлович)
- 872 Голда (Едвард Синглтон Голден[en])
- 892 Зееліґерія (Гуґо фон Зелігер)
- 914 Палісана (Йоганн Паліза)
- 993 Маултона (Форест Рей Мультон)
- 995 Штернберґа (Штернберг Павло Карлович)
- 999 Цахія (Франц Ксавер фон Цах)
- 1000 Піацці (Джузеппе Піацці, відкривач астероїда 1 Церера)
- 1002 Ольберсія (Генріх Вільгельм Маттеус Ольберс)
- 1004 Бєлопольськія (Бєлопольський Аристарх Аполлонович)
- 1021 Flammario (Каміль Фламмаріон)
- 1024 Гейл (Джордж Еллері Гейл)
- 1040 Клампкея (Доротея Клюмпке-Робертс)
- 1111 Райнмутія (Карл Вільгельм Райнмут)
- 1120 Каннонія (Енні Джамп Кеннон)
- 1123 Шеплія (Гарлоу Шеплі)
- 1129 Неуйміна (Неуймін Григорій Миколайович)
- 1134 Кеплер (Йоганн Кеплер)
- 1186 Тернера (Герберт Холл Тернер)
- 1204 Renzia(інші мови) (Ренц Франц Францевич)
- 1215 Бойєр (Луї Буаєр)
- 1239 Кетлета (Адольф Кетле)
- 1241 Дізона (Френк Вотсон Дайсон)
- 1303 Лютера (Карл Теодор Роберт Лютер)
- 1412 Лагрула (Joanny-Philippe Lagrula[en])
- 1455 Мітчелла (Марія Мітчелл)
- 1501 Бааде (Вальтер Бааде)
- 1510 Шарлуа (Огюст Шарлуа)
- 1529 Отерма (Люсі Отерма)
- 1539 Борреллі (Альфонс Бореллі)
- 1551 Аргеландер (Фрідріх-Вільгельм Аргеландер)
- 1573 Вяйсяля (Ірйо Вяйсяля)
- 1578 Кірквуд (Деніел Кірквуд)
- 1591 Бейз (Пауль Бейз[en])
- 1594 Данжон (Андре-Луї Данжон)
- 1600 Висоцький (Емма Висоцькі[en])
- 1601 Патрі (Андре Патрі[en])
- 1614 Ґолдшмідт (Герман Майєр Соломон Гольдшмідт)
- 1622 Шакорнак (Жан Шакорнак)
- 1637 Свінгс (Поль Свінгс)
- 1642 Хілл (Джордж Вільям Гілл)
- 1655 Комас Сола (Хосе Комас Сола)
- 1686 Де Сіттер (Віллем де Сіттер)
- 1677 Тихо Браге (Тихо Браге)
- 1691 Оорт (Ян Гендрик Оорт)
- 1693 Герцшпрунг (Ейнар Герцшпрунг)
- 1714 Сі (Фредерік Сі[en])
- 1741 Ґіклас (Генрі Лі Ґіклас[en])
- 1743 Шмідт (Бернгард Шмідт)
- 1745 Фергюсон (Джеймс Фергюсон)
- 1761 Едмондсон (Френк Едмондсон[en])
- 1766 Слайфер (Весто Слайфер і Ерл Слайфер[en])
- 1776 Койпер (Джерард Койпер)
- 1778 Альфвен (Ганнес Альвен)
- 1780 Кіппес (Отто Кіппес[en])
- 1803 Цвіккі (Фріц Цвіккі)
- 1830 Поґсон (Норман Роберт Поґсон)
- 1831 Ніколсон (Сет Барнз Ніколсон)
- 1832 Мркос (Антонін Мркос)
- 1846 Бенгт (Бенґт Стремґрен)
- 1850 Когоутек (Любош Когоутек)
- 1877 Марсден (Браян Марсден)
- 1886 Ловел (Персіваль Ловелл)
- 1896 Беєр (Вільгельм Бер)
- 1913 Секаніна (Zdeněk Sekanina)
- 1940 Віппл (Фред Лоуренс Віппл)
- 1965 ван де Камп (Пітер ван де Камп)
- 1983 Бок (Барт Ян Бок)
- 1995 Гаєк (Тадеаш Гаєк[en])
- 1998 Тіциус (Йоганн Данієль Тіціус)
- 1999 Хіраяма (Хіраяма Кійоцуґу)
- 2000 Гершель (Фрідріх Вільям Гершель)
- 2003 Гардінг (Карл Людвіг Гардінг)
- 2005 Генке (Карл Людвиг Генке)
- 2012 Ґо Шоуцзін (Ґо Шоуцзін)
- 2018 Шустер (Ганс-Еміль Шустер[en])
- 2069 Габбл (Едвін Габбл)
- 2074 Шумейкер (Юджин Шумейкер)
- 2097 Ґалле (Йоганн Готфрід Ґалле)
- 2099 Епік (Ернст Юліус Епік)
- 2126 Герасимович (Герасимович Борис Петрович)
- 2136 Джуґта (Jay U. Gunter[en])
- 2165 Янг (Чарлз Огастес Янг)
- 2198 Сеплеха (Zdeněk Ceplecha[cs])
- 2227 Отто Струве (Отто Струве)
- 2234 Шмадель (Луц Дітер Шмадель)
- 2281 Бієла (Вільгельм фон Біла)
- 2308 Шилт (Jan Schilt[en])
- 2325 Черних (Черних Людмила Іванівна та Черних Микола Степанович)
- 2383 Бредлі (Джеймс Бредлі)
- 2439 Улугбек (Улугбек)
- 2635 Гаґґінс (Вільям Гаґґінс)
- 2646 Абетті (Антоніо Абетті та Джорджо Абетті)
- 2650 Елінор (Елінор Гейтс)
- 2688 Галлей (Едмонд Галлей)
- 2709 Саган (Карл Саган)
- 2751 Кемпбелл (Вільям Воллес Кемпбелл)
- 2772 Дуґан (Раймонд Сміт Дуган[en])
- 2780 Монніг (Оскар Монніг[en])
- 2801 Гюйгенс (Християн Гюйгенс)
- 2813 Заппала (Вінченцо Дзаппала)
- 2842 Унзельд (Альбрехт Унзельд)
- 2849 Шкловський (Шкловський Йосип Самуїлович)
- 2874 Джим Янг (Джеймс Вітні Янг[en])
- 2875 Лагерквіст (Клаес-Інгвар Лагерквіст)
- 2897 Оле Ремер (Оле Ремер)
- 2900 Любош Перек (Любош Перек)
- 2917 Сойєр Хогг (Хелен Сойєр Хогг)
- 2996 Бовман (Фред Бовман)
- 3070 Ейткен (Роберт Грант Ейткен)
- 3078 Горрокс (Джерімая Горрокс)
- 3095 Омархаям (Омар Хаям)
- 3115 Бейлі (Френсіс Бейлі)
- 3116 Ґудрік (Джон Ґудрайк)
- 3123 Дангем (Девід Дангем)
- 3169 Остро (Стівен Остро)
- 3174 Алькок (Джордж Алькок[en])
- 3216 Гаррінгтон (Роберт Гаррінгтон[en])
- 3236 Стренд (Кай Стренд)
- 3255 Толен (Девід Толен)
- 3267 Гло (Елеанор Френсіс Гелін)
- 3277 Ааронсон (Марк Ааронсон[en])
- 3282 Спенсер Джонс (Гарольд Спенсер Джонс)
- 3299 Холл (Асаф Голл)
- 3337 Мілош (Мілош Тіхі[en])
- 3449 Абелл (Джордж Огден Ейбелл[en])
- 3467 Бернхайм (Роберт Бернхайм[en])
- 3487 Еджворт (Кеннет Еджворт[en])
- 3545 Ґеффі (Майкл Джеймс Ґеффі[en])
- 3549 Гапке (Брюс Гапке)
- 3594 Скотті (Джеймс Скотті[en])
- 3673 Леві (Девід Леві[en])
- 3722 Урата (Такесі Урата)
- 3808 Темпель (Вільгельм Темпель)
- 3847 Шіндель (Ян Шіндель[en])
- 3866 Ленглі (Семюел Пірпонт Ленглі)
- 3936 Ельст (Ерік Вальтер Ельст)
- 3962 Валяєв (Смирнова Тамара Михайлівна)
- 3999 Аристарх (Аристарх Самоський)
- 4000 Гіппарх (Гіппарх)
- 4001 Птолемей (Клавдій Птолемей)
- 4037 Ікея (Каору Ікея)
- 4062 Скіапареллі (Джованні Скіапареллі)
- 4151 Аланхейл (Алан Гейл[en])
- 4169 Цельсій (Андерс Цельсій)
- 4279 Де Ґаспаріс (Аннібале де Гаспаріс)
- 4364 Шкодров (Володимир Шкодров[en])
- 4549 Буркгардт (Gernot Burkhardt)
- 4567 Бечвар (Антонін Бечварж)
- 4587 Ріс (Мартін Ріс)
- 4593 Рейпурз (Bo Reipurth, данський астроном)
- 4790 Петрправец (Петр Правец)
- 4866 Баділло (Віктор Баділло)
- 5080 Оя (Tarmo Oja[en])
- 5704 Шумахер (Генріх Хрістіан Шумахер[en])
- 5035 Свіфт (Льюїс Свіфт)
- 5036 Таттл (Горас Парнелл Таттл)
- 5392 Паркер (Дональд Паркер[en])
- 5430 Лу (Джейн Лу)
- 5655 Барні (Іда Барні[en])
- 5726 Рубін (Вера Рубін)
- 5757 Тиха (Яна Тиха)
- 5826 Bradstreet (David Bradstreet)
- 5943 Лові (Джордж Лові)
- 6006 Анаксимандр (Анаксімандр)
- 6075 Зайцев (Олександр Леонідович Зайцев[en])
- 6076 Плавец (Мирослав Плавец[ru])
- 6391 Африкано (Джон Африкано)
- 6398 Тімгантер (Тім Гантер[en])
- 6696 Еубанкс (Маршалл Еубанкс)
- 6779 Перрайн (Чарлз Діллон Перрайн)
- 7086 Бопп (Томас Бопп)
- 7291 Хякутаке (Юдзі Хякутаке[en])
- 7359 Мессьє (Шарль Мессьє)
- 7948 Вітакер (Ewen Whitaker[en])
- 8068 Вішнуредді (Вішну Редді)
- 8140 Гардерсен (Пол Гардерсен)
- 8216 Мелош (H. Jay Melosh[en])
- 8391 Кринг (Девід Кринг)
- 8408 Стром (Робетр Стром)
- 8558 Гак (Маргеріта Ак)
- 8690 Свіндл (Тімоті Свіндл)
- 8785 Болтвуд (Пол Болтвуд[en])
- 9122 Гюнтен (Дональд Гюнтен)
- 9133 д'Аррест (Генріх Луї д'Аррест)
- 9134 Енке (Йоганн Франц Енке)
- 9207 Петерсміт (Пітер Сміт[en])
- 9494 Донічі (Микола Миколайович Доніч)
- 9531 Жан-Люк (Jean-Luc Margot[en])
- 10633 Акімаса (Акімаса Накамура[en])
- 10950 Альберт'янсен (Альберт Янсен, німецький астроном)
- 11156 Аль-Хорезмі (Аль-Хорезмі)
- 11577 Ейнасто (Яан Ейнасто)
- 11695 Маттеї (Жанет Ак'юз Маттеї[en])
- 11755 Пачинський (Богдан Пачинський)
- 11762 Фоґель (Герман Карл Фоґель)
- 12742 Деліль (Жозеф-Нікола Деліль)
- 14124 Каміл (Каміл Горнох[ru])
- 14120 Еспенак (Фред Еспенак[en])
- 14322 Шакура (Микола Іванович Шакура[ru])
- 14335 Алексосіпов і 152217 Акосіпов (Осіпов Олександр Кузьмович)
- 14825 Fieber-Beyer(інші мови) (Sherry Fieber-Beyer)
- 15395 Рюкл (Антонін Рюкл)
- 15420 Еедугласс (Ендрю Дуглас, американський астроном)
- 15467 Афлорсх (Альфонс Флорсх, французький астроном)
- 15955 Йоханнесгманден (Йоганн Гмунден[en])
- 15963 Коеберль (Крістіан Коеберль[en])
- 16682 Донаті (Джованні Баттиста Донаті)
- 18150 Лопез-Морено (José Juan López Moreno, іспанський астроном)
- 19139 Апіа (Петер Апіан)
- 24988 Alainmilsztajn(інші мови) (Alain Milsztajn, французький астроном)
- 30785 Greeley(інші мови) (Ronald Greeley)
- 36445 Смоллі (Kyle E. Smalley[en])
- 68730 Страйжис (Vytautas Straižys[en])
- 72021 Лісунджі (Лі Сунджі, корейський астроном 15 століття)
- 92893 Michaelperson(інші мови) (Michael Person, американський астроном)
- 95593 Азусієніс (Algimantas Ažusienis(інші мови))
- 99503 Лівончул (Лі Вончул, корейський астроном)
- 106817 Юбантхек (Ю Бантхек, корейський астроном 13 століття)
- 165347 Філплейт (Філ Плейт[en])
- 234750 Емімайнцер (Емі Майнцер)
- 260906 Robichon(інші мови) (Noël Robichon, французький астроном)
- 347940 Jorgezuluaga(інші мови) (Jorge I. Zuluaga Callejas, колумбійський астроном)

##### Директори планетаріїв
- 4897 Томгамільтон (Томас Вільям Гамільтон, американський астроном і директор планетарію)
- 9108 Торуюса (Тору Юса, японський директор планетарію і шукач комет)
- 13123 Тайсон (Ніл Деграсс Тайсон, американський астроном і директор планетарію)
- 14345 Mousen (Mousen Saeed, пакистанський астроном і директор планетарію)
- 17601 Sheldonschafer(інші мови) (Sheldon Schafer, професор астрономії та директор планетарію)

##### Астробіологи
- 2410 Моррісон (Девід Моррісон)
- 9826 Еренфройнд (Pascale Ehrenfreund[en])
- 12859 Марламур (Марла Мур)

##### Планетологи
- 2710 Веверка (Джозеф Веверка[en])
- 4815 Андерс (Едвард Андерс)
- 7231 Порко (Керолайн Порко)
- 8356 Вадва (Meenakshi Wadhwa[en])
- 13358 Ревелл (Дуглас Ревелл[en])
- 21774 О'Браєн (Девід О'Браєн)
- 133432 Sarahnoble (Sarah K. Noble[en])

#### Фізики
- 697 Галілея (Галілео Галілей)
- 837 Шварцшильда (Карл Шварцшильд)
- 1069 Планкія (Макс Планк)
- 1565 Леметр (Жорж Леметр)
- 1979 Сахаров (Сахаров Андрій Дмитрович)
- 2001 Ейнштейн (Альберт Ейнштейн)
- 2244 Тесла (Нікола Тесла)
- 2352 Курчатов (Курчатов Ігор Васильович)
- 3069 Гейровський (Ярослав Гейровський)
- 3581 Альварес (Луїс Волтер Альварес)
- 3905 Доплер (Крістіан Доплер)
- 3948 Бор (Нільс Бор)
- 3949 Мах (Ернст Мах)
- 4065 Мейнел (Еден Мейнел[en])
- 4530 Смолуховський (Роман Смолуховський)
- 5103 Дівіс (Прокоп Дівіс)
- 5224 Аббе (Ернст Аббе)
- 5668 Фуко (Леон Фуко)
- 6999 Майтнер (Ліза Майтнер)
- 7000 Кюрі (Марія Склодовська-Кюрі)
- 7279 Гаґфорз (Tor Hagfors[en])
- 7495 Фейнман (Річард Філіпс Фейнман)
- 7672 Гокінг (Стівен Гокінг)
- 8000 Ісаак Ньютон (Ісаак Ньютон)
- 8103 Фермі (Енріко Фермі)
- 9253 Оберт (Герман Оберт)
- 10506 Ридберґ (Йоганнес Роберт Рідберґ)
- 10979 Fristephenson(інші мови) (F. Richard Stephenson[en])
- 11013 Кулландер (Свен Кулландер[en])
- 11063 Пойнтінг (Джон Генрі Пойнтінг)
- 11150 Бреґґ (Вільям Лоренс Брегг)
- 11349 Віттен (Едвард Віттен)
- 11438 Зельдович (Зельдович Яків Борисович)
- 11451 Ааронголден (Аарон Голден, ірландський астрофізик)
- 11528 Міє (Густав Мі)
- 11577 Ейнасто (Яан Ейнасто)
- 11779 Церніке (Фріц Церніке)
- 12301 Етвеш (Етвеш Лоранд)
- 12320 Лошмідт (Йоганн Йозеф Лошмідт)
- 12423 Слотін (Луїс Александер Слотін)
- 12628 Аквортхорр (Мері Аквортх Орр)
- 12759 Джоуль (Джеймс Прескотт Джоуль)
- 12760 Максвелл (Джеймс Клерк Максвелл)
- 12766 Пашен (Фрідріх Пашен)
- 12773 Лиман (Theodore Lyman[en])
- 12774 Пфунд (August Herman Pfund[en])
- 12775 Брекетт (Frederick Sumner Brackett[en])
- 13092 Шредінґер (Ервін Шредінгер)
- 13093 Вольфгангпаулі (Вольфганг Паулі)
- 13149 Гейзенберг (Вернер Гейзенберг)
- 13219 Кайєте (Луї-Поль Кайєте)
- 13478 Фраунгофер (Йозеф фон Фраунгофер)
- 13531 Вайцзеккер (Карл Фрідріх фон Вайцзеккер)
- 13954 Борн (Макс Борн)
- 14413 Ґеіґер (Ганс Вільгельм Гейгер)
- 14468 Оттоштерн (Отто Штерн)
- 16583 Ерстед (Ганс Крістіан Ерстед)
- 16761 Герц (Генріх Герц)
- 17649 Брунороссі (Бруно Россі)
- 18169 Амальді (Едоардо Амальді)
- 19126 Оттоган (Отто Ган)
- 19178 Вальтерботе (Вальтер Боте)
- 20081 Оккіаліні (Джузеппе Оккіаліні[en])
- 24988 Alainmilsztajn(інші мови) (Alain Milsztajn, французький фізик)
- 29137 Аланбосс (Алан Босс[en])
- 29212 Зееман (Пітер Зееман)
- 30828 Бете (Ганс Бете)
- 32809 Зоммерфельд (Арнольд Зоммерфельд)
- 37582 Фарадей (Майкл Фарадей)
- 48798 Пен Хуаньу (Пен Хуаньу[en])
- 52337 Комптон (Артур Комптон)
- 55753 Раман (Чандрасекара Венката Раман)
- 58215 фон Клітцінґ (Клаус фон Клітцинг)
- 67085 Оппенгеймер (Роберт Оппенгеймер)

#### Хіміки
- 1449 Віртанен (Арттурі Ілмарі Віртанен)
- 2638 Ґадолін (Юган Ґадолін)
- 2769 Менделеєв (Менделєєв Дмитро Іванович)
- 3069 Гейровський (Ярослав Гейровський)
- 3676 Ган (Отто Ган)
- 3899 Віхтерле (Отто Віхтерле)
- 4564 Клейтон (Роберт Клейтон)
- 4716 Юрі (Гарольд Клейтон Юрі)
- 4856 Сіборг (Ґленн Теодор Сіборґ)
- 5697 Арреніус (Сванте Август Арреніус)
- 6032 Нобель (Альфред Нобель)
- 6175 Корі (Карл Фердинанд Корі та Герті Тереза Корі, біохіміки)
- 6826 Лавуазьє (Антуан Лоран Лавуазьє)
- 9680 Моліна (Маріо Моліна)
- 12292 Далтон (Джон Дальтон)

#### Біологи
- 2496 Фернандус (Фернандус Пейн[en], зоолог)
- 2766 Левенгук (Антоні ван Левенгук)
- 8357 О'Коннор (Деніс О'Коннор, біолог)
- 9364 Клузіус (Карл Клузіус, ботанік)
- 15565 Бенджамінстіл (Бенджамін Стіл, біолог)
- 3313 Мендель (Грегор Мендель, батько генетики)
- 3701 Пуркинє (Ян Евангеліста Пуркинє, фізіолог)
- 2243 Лоннрот (Еліас Леннрот, лікар, філолог, ботанік, укладач «Калевали»)
- 335 Роберта (Остен-Сакен Роберт Романович, ентомолог)
- 172850 Coppens(інші мови) (Yves Coppens[en], палеоантрополог)
- 8373 Стівенгулд (Стівен Гулд, еволюціоніст та есеїст)

##### Фізіологи
- 1007 Павловія (Павлов Іван Петрович)
- 15262 Абдерхалден (Еміль Абдергальден)
- 117413 Рамонікахаль (Сантьяго Рамон-і-Кахаль)

#### Географи, геологи та мандрівники
- 54 Александра (Александер фон Гумбольдт)
- 327 Колумбія (Христофор Колумб)
- 853 Нансенія (Фрітьйоф Нансен)
- 876 Скотт (Роберт Фолкон Скотт)
- 1065 Амундсенія (Роальд Амундсен)
- 2473 Геєрдал (Тур Геєрдал)
- 2785 Сєдов (Сєдов Георгій Якович)
- 2784 Домейко (Домейко Ігнатій Іполітович, мінералог)
- 2809 Вернадський (Вернадський Володимир Іванович, мінералог, засновник геохімії)
- 3130 Гілларі (Едмунд Гілларі)
- 3357 Толстиков (Толстиков Євгеній Іванович)
- 4055 Магеллан (Фернан Магеллан)
- 4217 Engelhardt(інші мови) (Wolf von Engelhardt[en], геолог)
- 4565 Гроссман (Лоуренс Гроссман, геохімік)
- 5958 Барранде (Йоахім Барранд, геолог та палеонтолог)
- 6481 Тенцінґ (Тенцинг Норгей)
- 6542 Жаккусто (Жак-Ів Кусто)
- 7552 Сефтон (Марк Сефтон, геохімік)
- 8291 Бінґгам (Хайрам Бінґем)
- 15425 Вельцл (Jan Eskymo Welzl[en])
- 29227 Вегенер (Альфред Лотар Вегенер, геолог та метеоролог)
- 43806 Огюстпіккар (Огюст Пікар)

##### Картографи
- 4798 Меркатор (Герард Меркатор)
- 19139 Апіа (Петер Апіан)

#### Математики
- 187 Ламберта (Йоганн Генріх Ламберт)
- 843 Ніколая (Торвальд Ніколай Тіле[en])
- 1001 Ґауссія (Карл Фрідріх Гаус)
- 1005 Араго (Франсуа Араго)
- 1006 Лагранжа (Жозеф-Луї Лагранж)
- 1552 Бессель (Фрідріх-Вільгельм Бессель)
- 1858 Лобачевський (Лобачевський Микола Іванович)
- 1859 Ковалевська (Ковалевська Софія Василівна)
- 1888 Цзу Чун-Чжи (Цзу Чунчжи)
- 1996 Адамс (Джон Кауч Адамс)
- 1997 Левер'є (Урбен Левер'є)
- 2002 Ейлер (Леонард Ейлер)
- 2010 Чебишов (Чебишов Пафнутій Львович)
- 2587 Гарднер (Мартін Гарднер)
- 3251 Ератосфен (Ератосфен)
- 3600 Архімед (Архімед)
- 4283 Штеффлер (Йоганн Штеффлер[en])
- 4354 Евклід (Евклід)
- 4628 Лаплас (П'єр-Симон Лаплас)
- 5956 д'Аламбер (Жан Лерон д'Аламбер)
- 6143 Піфагор (Піфагор)
- 6765 Фібоначчі (Фібоначчі)
- 7655 Адамріс (Адам Різе)
- 9689 Фройдентал (Ганс Фройденталь)
- 9936 Аль-Біруні (Аль-Біруні)
- 9999 Вайлс (Ендрю Джон Вайлс)
- 11156 Аль-Хорезмі (Аль-Хорезмі)
- 12493 Мінковський (Герман Мінковський)
- 14100 Веєрштрас (Карл Веєрштрас)
- 13498 Al Chwarizmi(інші мови) (Аль-Хорезмі)
- 16765 Аньєзі (Марія Ґаетана Аньєзі)
- 16856 Банах (Стефан Банах)
- 19139 Апіа (Петер Апіан)
- 27500 Мандельброт (Бенуа Мандельброт)
- 27947 Емільматьє (Еміль Леонар Матьє)
- 28516 Мебіус (Август Фердинанд Мебіус)
- 29552 Черн (Шіінг-Шен Черн)
- 38237 Рош (Едуард Альбер Рош)
- 50033 Перельман (Перельман Григорій Якович)

#### Вчені в області інформатики та програмісти
- 9121 Стефановалентіні (Стефано Валентіні)
- 9793 Торвальдс (Лінус Торвальдс)
- 9882 Столмен (Річард Столмен)
- 21656 Кнут (Дональд Кнут)
- 27433 Hylak(інші мови) (Benjamin Hylak)
- 90479 Donalek(інші мови) (Ciro Donalek)
- 132718 Кемені (Джон Кемені)
- 294727 Деннісрітчі (Денніс Рітчі)
- 300909 Кентомпсон (Кен Томпсон)

### Вчені технічних наук, інженери, винахідники та безпосередні дослідники космосу
- 742 Едісона (Томас Алва Едісон, винахідник)
- 775 Люм'єр (Огюст та Луї Люм'єр, родоначальники кіно)
- 777 Гутемберга (Йоганн Гутенберг, винахідник книгодрукування)
- 2177 Олівер (Бернард Олівер[en], вчений та дослідник)
- 3256 Даґерр (Луї Дагер, винахідник фотографії)
- 5102 Бенфранклін (Бенджамін Франклін, науковець)
- 5864 Монгольф'є (Брати Монгольф'є, винахідники «монгольф'єрів» — аеростатів, наповнених гарячим повітрям)
- 10093 Дізель (Рудольф Дізель, інженер, винахідник)
- 13609 Левіцкі (Кріс Левіцкі, інженер)
- 15465 Букройдер (Річард Букройдер, інженер-оптик)
- 16518 Акіхікоїто (Акіхіко Іто, японський астрофотограф)
- 20259 Аланхоффман (Алан Хоффман)
- 44103 Альдана (Fernando Aldana Mayor)
- 61404 Ocenásek(інші мови) (Ludvík Ocenásek)
- 73079 Девідбалтімор (Девід Балтімор)

#### Дослідники космосу

##### Вчені в галузі ракетобудування
- 1590 Ціолковська (Ціолковський Костянтин Едуардович)
- 1855 Корольов (Корольов Сергій Павлович)
- 8062 Охоцімський (Охоцімський Дмитро Євгенійович[ru])
- 9252 Ґоддард (Роберт Ґоддард)
- 25143 Ітокава (Хідео Ітокава[en])

##### Космонавти
- Члени екіпажу космічного корабля «Союз-11»
  - 1789 Добровольський (Добровольський Георгій Тимофійович)
  - 1790 Волков (Волков Владислав Миколайович)
  - 1791 Пацаєв (Пацаєв Віктор Іванович)
- Інші космонавти СРСР
  - 1772 Гагарін (Гагарін Юрій Олексійович)
  - 1836 Комаров (Комаров Володимир Михайлович)
- Члени екіпажу космічного корабля «Аполлон-11»
  - 6469 Армстронг (Ніл Армстронг)
  - 6470 Олдрін (Базз Олдрін)
  - 6471 Коллінс (Майкл Коллінз)
- Члени екіпажу «STS-51-L»
  - 3350 Скобі (Френсіс Річард Скобі[en])
  - 3351 Сміт (Майкл Джон Сміт[en])
  - 3352 МакАуліффе (Кріста Маколіфф)
  - 3353 Джарвіс (Грегорі Брюс Джарвіс)
  - 3354 МакНейр (Роналд Ервін Макнейр)
  - 3355 Онізука (Онідзука Еллісон)
  - 3356 Рєзнік (Джудіт Рєзнік)
- Члени екіпажу «STS-107»
  - 51823 Рікхазбанд (Річард Даглас Гасбанд)
  - 51824 Майкандерсон (Майкл Філліп Андерсон)
  - 51825 Девідбравн (Девід МакДауелл Браун)
  - 51826 Калпаначавла (Калпана Чавла)
  - 51827 Лорелкларк (Лорел Блер Селтон Кларк)
  - 51828 Іланрамон (Ілан Рамон)
  - 51829 Віллімаккул (Вільям Камерон Маккул)
- Інші американські астронавти
  - 4763 Райд (Саллі Райд)
  - 7749 Джекшміт (Гаррісон Шмітт)
  - 12790 Сернан (Юджин Сернан)
  - 13606 Бін (Алан Бін)
  - 22442 Блага (Джон Елмер Блаха)
- Китайські астронавти
  - 9512 Фейцзюнлун (Фей Цзюнлун[en])
  - 9517 Нєхайшен (Нє хайшен[en])
  - 21064 Янлівей (Ян Лівей)
- Астронавти інших країн
  - 2552 Ремек (Владимир Ремек)
  - 9496 Оккелс (Вюббо Йоханнес Оккелс[en])
  - 14143 Хедфілд (Крістофер Остін Хедфілд[en])
  - 22901 Іванбелла (Іван Белла)
  - 135268 Еньєре (Клоді Еньєре та Жан-П'єр Еньєре[ru])

### Вчені аграрних та медичних наук

#### Медики та лікарі
- 2506 Пирогов (Микола Пирогов)
- 2755 Avicenna (Ібн Сіна)
- 6754 Бурденко (Микола Бурденко)
- 7095 Ламетрі (Жульєн Офре де Ламетрі)
- 11314 Шарко (Жан-Мартен Шарко)
- 14367 Гіппократ (Гіппократ)
- 21128 Чапуіс (Грегоїр-Жозеф Шапуї[fr])
- 250606 Біша[fr] (Марі Франсуа Ксав'є Біша)
- 10637 Гаймліг (Генрі Геймліх)

##### Хірурги
- 162937 Претр[fr] (Рене Претр[fr])
- 259344 Паре[fr] (Амбруаз Паре)

##### Психологи, психіатри та психоаналітики
- 635 Вундтія (Вільгельм Вундт)
- 4342 Фрейд (Зигмунд Фрейд)
- 11040 Вундт (Вільгельм Вундт)
- 11041 Фечнер (Густав Фехнер)
- 11299 Аннафройд (Анна Фрейд)
- 11518 Юнг (Карл Густав Юнг)
- 11519 Адлер (Альфред Адлер)
- 11520 Фромм (Еріх Фромм)
- 11521 Еріксон (Ерік Еріксон)
- 11582 Блойлер (Ойген Блейлер)
- 11584 Ференчі (Шандор Ференчі)

### Вчені в області суспільних наук

#### Історики
- 879 Рікарда (Рікарда Гух)
- 3092 Геродот (Геродот)
- 3097 Тацит (Публій Корнелій Тацит)
- 5946 Грозний (Бедржих Грозний)
- 6174 Полібій (Полібій)
- 6304 Йозефус Флавіус (Йосип Флавій)
- 16413 Абулгазі (Абулгазі)
- 40444 Палацький (Франтішек Палацький)

#### Філософи
- 238 Гіпатія (Гіпатія)
- 423 Діотіма (Діотіма)
- 2431 Сковорода (Сковорода Григорій Савич)
- 2755 Авіценна (Авіценна)
- 2807 Карл Маркс (Карл Маркс)
- 2940 Бекон (Френсіс Бекон)
- 2950 Руссо (Жан-Жак Руссо)
- 5102 Бенфранклін (Бенджамін Франклін)
- 5148 Джордано (Джордано Бруно)
- 5329 Декаро (Маріо Де Каро[en])
- 5450 Сократ (Сократ)
- 5451 Платон (Платон)
- 6001 Фалес (Фалес)
- 6123 Арістотель (Арістотель)
- 6629 Куртц (Пол Куртц[en])
- 7009 Юм (Девід Юм)
- 7010 Локк (Джон Лок)
- 7012 Гоббс (Томас Гоббс)
- 7014 Ніцше (Фрідріх Ніцше)
- 7015 Шопенгауер (Артур Шопенгауер)
- 7056 К'єркегор (Серен К'єркегор)
- 7083 Кант (Іммануїл Кант)
- 7142 Спіноза (Бенедикт Спіноза)
- 8318 Аверроес (Аверроес)
- 14845 Геґель (Георг Вільгельм Фрідріх Гегель)
- 15911 Девідґотьє (Девід Ґотьє[en])
- 19730 Макіавеллі (Нікколо Макіявеллі)
- 21665 Фреге (Готлоб Фреге)
- 48435 Ясперс (Карл Ясперс)
- 73687 Тома Аквінський (Тома Аквінський)
- 90481 Волстонкрафт (Мері Волстонкрафт)
- 100027 Ганнаарендт (Ганна Арендт)

#### Філологи
- 1462 Заменгоф (Людвік Заменгоф, творець штучної мови есперанто)

#### Вчені інших суспільних наук
- 1861 Коменскі (Ян Амос Коменський)
- 12838 Адамсміт (Адам Сміт)
- 13916 Бернолак (Антон Бернолак)
- 40440 Добровський (Йосиф Добровський)

## Викладачі

### Професори коледжів/університетів
- 6669 Обі (Shinya Obi, професор у відставці в Токійському університеті і президент у відставці Відкритого університету Японії[en])
- 10051 Albee(інші мови) (Arden L. Albee, професор геології та планетології в Каліфорнійському технологічному інституті)
- 15870 Oburka(інші мови) (Oto Oburka, професор Технічного університету Брно)
- 153298 Паульмайєрс (Пол Захарі Майєрс, американський біолог та блогер)

### Вчителі середніх шкіл/технікумів
- 3352 МакАуліффе (Кріста Маколіфф, вчитель середньої школи, Нью-Гемпшир, США)
- 12787 Абетадасі (Тадасі Абе, вчитель середньої школи, Японія)
- 13241 Бійо (Josette Biyo[en], вчитель середньої школи, Ілойло, Філіппіни)
- 13928 Ааронроджерс (Аарон Роджерс, вчитель математики, Лондон, Велика Британія)
- 14158 Аланандерсон (Алан Андерсон, вчитель середньої школи, Флорида, США)
- 14684 Рейес (Cynthia L. Reyes, вчитель середньої школи, Флорида, США)
- 16265 Лемей (Рон Лемей, вчитель середньої школи, Вісконсин, США)
- 17225 Аланшорн (Алан Шорн, вчитель середньої школи, Нью-Йорк, США)
- 20341 Аланстак (Алан Стак, вчитель середньої школи, Нью-Йорк, США)
- 20342 Трін (Джонатан Трін, вчитель середньої школи, Техас, США)
- 20574 Очінеро (Marcia Collin Ochinero, Флорида, США)
- 21395 Альбертофільо (Альберто Фільо, вчитель у технікумі, Ріу-Гранді-ду-Сул, Бразилія)
- 21435 Ахарон (Террі Ахарон, вчитель середньої школи, Нью-Йорк, США)
- 22619 Айшеетц (A. J. Scheetz, вчитель середньої школи, Коннектикут, США)
- 22993 Аферрарі (Ендрю Феррарі, вчитель середньої школи, Північна Кароліна, США)
- 23017 Адвінкула (Рігоберто Адвінкула, вчитель середньої школи, Техас, США)
- 23975 Акран (Еркан Акран, Арканзас, США)
- 24032 Емімакарті (Емі Макарті, Флорида, США)
- 24052 Нгуєн (Thuy-Anh Nguyen, Каліфорнія, США)
- 24238 Адкерсон (Тімоті Адкерсон, вчитель середньої школи, Міссурі, США)
- 27286 Adedmondson(інші мови) (Adam Edmondson, вчитель середньої школи, Пенсільванія, США)
- 27740 Обатомоюкі (Томоюкі Оба, Японія)

## Люди мистецтва та культури

### Персоналії літератури

#### Письменники
- 2427 Кобзар (Шевченко Тарас Григорович)
- 2428 Каменяр (Франко Іван Якович)
- 2616 Леся (Леся Українка)
- 3047 Гете (Йоганн Вольфганг фон Гете)
- 13406 Секора (Ондржей Секора[en])
- 26314 Шкворецький (Йозеф Шкворецький)
- 40106 Ербен (Карел Яромир Ербен)
- 44597 Торо (Генрі Девід Торо)
- 308306 Dainere(інші мови) (Dainere Anthoney)

##### Прозаїки
- 254 Августа (Auguste von Littrow[en])
- 1931 Чапек (Карел Чапек)
- 2681 Островський (Островський Микола Олексійович)
- 3412 Кафка (Франц Кафка)
- 4112 Грабал (Богуміл Грабал)
- 5418 Джойс (Джеймс Джойс)
- 5535 Аннафранк (Анна Франк)
- 5666 Рабле (Франсуа Рабле)
- 5676 Вольтер (Вольтер)
- 6984 Льюїскеррол (Льюїс Керрол)
- 7328 Казанова (Джакомо Казанова)
- 8315 Бацзінь (Ба Цзінь)
- 8379 Страчинські (Джозеф Майкл Стражинськи)
- 8382 Манн (брати Генріх Манн і Томас Манн)

###### Романісти
- 348 Май (Карл Май)
- 2362 Марк Твен (Марк Твен)
- 2448 Шолохов (Шолохов Михайло Олександрович)
- 2578 Сент-Екзюпері (Антуан де Сент-Екзюпері)
- 2625 Джек Лондон (Джек Лондон)
- 2675 Толкін (Джон Роналд Руел Толкін)
- 2817 Перек (Жорж Перек)
- 3204 Ліндгрен (Астрід Ліндгрен)
- 3453 Достоєвський (Достоєвський Федір Михайлович)
- 3479 Малапарте (Курціо Малапарте)
- 3628 Божнемцова (Божена Немцова)
- 3836 Лем (Станіслав Лем)
- 4124 Герріот (Джеймс Герріот)
- 4266 Валтарі (Міка Валтарі)
- 4370 Дікенс (Чарлз Діккенс)
- 4474 Пруст (Марсель Пруст)
- 4923 Кларк (Артур Кларк)
- 5020 Азімов (Айзек Азімов)
- 5099 Ієнбенкс (Ієн Бенкс)
- 6223 Дал (Роальд Дал)
- 6440 Ренсом (Артур Ренсом[en])
- 7016 Конандойл (Артур Конан Дойл)
- 7232 Набоков (Набоков Володимир Володимирович)
- 7390 Кундера (Мілан Кундера)
- 7644 Кслюїс (Клайв Стейплз Льюїс)
- 7758 Поландерсон (Пол Андерсон)
- 9766 Бредбері (Рей Бредбері)
- 10177 Еллісон (Гарлан Еллісон)
- 10251 Муліш (Гаррі Муліш)
- 10733 Жорджсанд (Жорж Санд)
- 10930 Цзіньюн (Цзінь Юн)
- 11020 Орвелл (Джордж Орвелл)
- 11379 Флобер (Гюстав Флобер)
- 12284 Пол (Фредерик Пол)
- 17776 Троска (Ян Матзал Троска[en])
- 25399 Воннеґут (Курт Воннеґут)
- 25924 Дуґласадамс (Дуглас Адамс)
- 39415 Джейностін (Джейн Остін)
- 39427 Шарлоттабронте (Шарлотта Бронте)
- 39428 Емілібронте (Емілі Бронте)
- 39429 Аннабронте (Анна Бронте)
- 77185 Черриг (Керолайн Черрі)
- 79144 Сервантес (Мігель де Сервантес)
- 127005 Пратчетт (Террі Пратчетт)
- 227641 Нотомб (Амелі Нотомб)

##### Сатирики
- 2734 Гашек (Ярослав Гашек)
- 3244 Петроніус (Петроній Арбітр)
- 15017 Каппі (Вілл Каппі[en])
- 15946 Сатінскі (Юліус Сатінський)

#### Поети та байкарі
- 1875 Неруда (Ян Неруда)
- 2106 Гюго (Віктор Гюго)
- 2208 Пушкін (Пушкін Олександр Сергійович)
- 2222 Лермонтов (Лермонтов Михайло Юрійович)
- 2604 Маршак (Маршак Самуїл Якович)
- 3067 Ахматова (Ахматова Анна Андріївна)
- 3112 Хлєбников (Велимир Хлєбников)
- 4110 Кітс (Джон Кітс)
- 4369 Сайферт (Ярослав Сайферт)
- 4635 Рембо (Артюр Рембо)
- 7855 Тагор (Рабіндранат Тагор)
- 9495 Емінеску (Міхай Емінеску)
- 11306 Åkesson(інші мови) (Sonja Åkesson[en])
- 12163 Маніліус (Марк Манілій)
- 12608 Езоп (Езоп, байкар)
- 18624 Превер (Жак Превер)
- 59830 Рейнек (Богуслав Рейнек[en])
- 274843 Михайлопетренко (Михайло Петренко)

#### Драматурги
- 496 Грифія (Андреас Грифіус)
- 615 Росвіта (Хросвіта Гандерсгеймська[en])
- 2930 Евріпід (Евріпід)
- 2985 Шекспір (Вільям Шекспір)
- 2921 Софокл (Софокл)
- 2934 Аристофан (Арістофан)
- 3046 Мольєр (Мольєр)
- 3079 Шиллер (Йоганн-Фрідріх Шиллер)
- 5696 Ібсен (Генрік Ібсен)

#### Редактори та видавці
- 305 Гордонія (Джеймс Гордон Беннетт[en], видавець газети New York Herald[en])
- 6282 Едвелда (Edwin L. Aguirre та Imelda B. Joson, філіппінські редактори Sky & Telescope)
- Редактори японського щомісячного астрономічного журналу Gekkan Tenmon Guide:
  - 9067 Кацуно (Gentaro Katsuno)
  - 11928 Акімотохіро (Hiroyuki Akimoto)

#### Перекладачі
- 4049 Норагаль (Нора Галь, перекладач)

### Люди образотворчого та декоративно-прикладного мистецтва

#### Художники, графіки та фотографи
- 2730 Баркс (Карл Баркс[en], художник-ілюстратор і автор коміксів)
- 3001 Мікеланджело (Мікеланджело Буонарроті, художник та скульптор)
- 3246 Бідструп (Херлуф Бідструп, карикатурист)
- 3566 Левітан (Левітан Ісаак Ілліч, художник)
- 4511 Рембрандт (Рембрандт ван Рейн, художник)
- 4457 ван Гог (Вінсент ван Гог, художник)
- 4671 Дртікол (Франтішек Дртікол, фотограф)
- 4691 Тойен (Марія Тойен, художник і графік)
- 4942 Манро (Рендел Манро, художник, програміст, автор вебкоміксу xkcd)
- 5122 Муха (Альфонс Муха, художник та графік)
- 5363 Купка (Франтішек Купка, художник та графік)
- 5800 Поллок (Джексон Поллок, художник)
- 6584 Людекпесек (Людек Пешек, художник і письменник-фантаст)
- 6592 Гоя (Франсіско-Хосе де Гоя, художник)
- 6674 Сезанна (Поль Сезанн, художник)
- 6676 Моне (Клод Моне, художник)
- 6677 Ренуар (П'єр-Огюст Ренуар, художник)
- 6701 Ворхол (Енді Воргол, художник)
- 6769 Брокофф (Ян Брокоф)
- 7701 Зрзави (Ян Зрзавий)
- 7867 Буріан (Зденек Буріан, художник та книжковий ілюстратор)
- 8236 Ґейнсборо (Томас Гейнсборо, пейзажист і портретист)
- 8237 Констебль (Джон Констебл, художник)
- 8240 Матісс (Анрі Матісс, художник)
- 10189 Норманроквел (Норман Роквелл, художник)
- 10218 Бірштадт (Альберт Бірштадт, пейзажист)
- 10343 Черч (Фредерік Едвін Черч, художник)
- 10372 Моран (Томас Моран[en], пейзажист)
- 10404 Маккол (Роберт Маккол[en])
- 13227 Пур (Кім Пур[en])
- 13329 Девідгарді (Девід Гарді[en])
- 13330 Дондевіс (Дон Девіс)
- 13543 Батлер (Кріс Батлер)
- 13562 Бобеґґлтон (Боб Еґґлтон, художник)
- 14976 Йозефчапек (Йозеф Чапек, художник і письменник)
- 17625 Йозефлада (Йозеф Лада, художник)
- 17806 Адольфборн (Адольф Борн[en])
- 20364 Зденекмілер (Зденек Мілер, аніматор та ілюстратор)
- 21501 Acevedo(інші мови) (Tony Acevedo)
- 43724 Пехштейн (Макс Пехштейн[en], художник)
- 43775 Тьєполо (Джованні Баттіста Тьєполо, художник)
- 46280 Холлар (Вацлав Холлар, графік та художник)
- 48434 Максбекманн (Макс Бекманн)
- 98127 Вілґусова (Hedvika Vilgusová[cs], художник та ілюстратор дитячої літератури)
- 184878 Gotlib(інші мови) (Gotlib[en])

### Скульптори
- 5055 Опєкушин (Опєкушин Олександр Михайлович, скульптор)
- 6056 Донателло (Донателло, скульптор)
- 6768 Матіасбраун (Матьяш Бернард Браун, скульптор і різьбяр)
- 29490 Мисльбек (Йосеф Вацлав Мисльбек, скульптор)

### Архітектори
- 3062 Рен (Крістофер Рен)
- 5318 Дінценгофер (Дінценгофери[en], сім'я архітекторів)
- 6055 Брунеллескі (Філіппо Брунеллескі)
- 6266 Летзел (Ян Летзел)
- 6550 Парлер (Петер Парлерж)
- 19129 Лоос (Адольф Лоос)
- 35233 Крчін (Jakub Krčín[en])

### Персоналії музики

#### Персоналії класичної музики

##### Композитори
- 734 Бенда (Карел Бендль[en])
- 1034 Моцартія (Вольфганг Амадей Моцарт)
- 1059 Муссоргскія (Мусоргський Модест Петрович)
- 1405 Сібелій (Ян Сібеліус)
- 1814 Бах (член сім'ї Бах[en], ймовірно Йоганн Себастьян Бах)
- 1815 Бетховен (Людвіг ван Бетховен)
- 1818 Брамс (Йоганнес Брамс)
- 2047 Сметана (Бедржих Сметана)
- 2055 Дворжак (Антонін Леопольд Дворжак)
- 2073 Яначек (Леош Яначек)
- 2205 Ґлінка (Глинка Михайло Іванович)
- 2266 Чайковський (Чайковський Петро Ілліч)
- 2420 Чюрліоніс (Мікалоюс Константінас Чюрльоніс)
- 2523 Риба (Якуб Ян Риба)
- 2669 Шостакович (Шостакович Дмитро Дмитрович)
- 3081 Мартінубог (Богуслав Мартіну)
- 3159 Прокоф'єв (Прокоф'єв Сергій Сергійович)
- 3590 Холст (Густав Холст)
- 3592 Недбал (Оскар Недбал)
- 3784 Шопен (Фридерик Шопен)
- 3826 Гендель (Георг Фрідріх Гендель)
- 3917 Франц Шуберт (Франц Петер Шуберт)
- 3941 Гайдн (Йозеф Гайдн)
- 3954 Мендельсон (Фелікс Мендельсон)
- 3955 Брукнер (Антон Брукнер)
- 3975 Верді (Джузеппе Верді)
- 3992 Вагнер (Ріхард Вагнер)
- 4003 Шуман (Роберт Шуман)
- 4040 Перселл (Генрі Перселл)
- 4079 Бріттен (Бенджамін Бріттен)
- 4132 Барток (Барток Бела)
- 4134 Шютц (Генріх Шютц)
- 4330 Вівальді (Антоніо Вівальді)
- 4345 Рахманінов (Рахманінов Сергій Васильович)
- 4382 Стравінський (Стравінський Ігор Федорович)
- 4406 Малер (Густав Малер)
- 4492 Дебюссі (Клод Дебюссі)
- 4515 Хренніков (Хрєнников Тихон Миколайович)
- 4527 Шенберг (Арнольд Шенберг)
- 4528 Берґ (Альбан Берг)
- 4529 Веберн (Антон Веберн)
- 4532 Копленд (Аарон Копленд)
- 4534 Римський-Корсаков (Римський-Корсаков Микола Андрійович)
- 4546 Франк (Сезар Франк)
- 4559 Штраус (сім'я Йоганна Штрауса або Ріхард Штраус)
- 4579 Пуччіні (Джакомо Пуччіні)
- 4625 Щедрін (Щедрін Родіон Костянтинович)
- 4727 Равель (Моріс Жозеф Равель)
- 4734 Рамо (Жан-Філіп Рамо)
- 4802 Хачатурян (Хачатурян Арам Ілліч)
- 4818 Елґар (Едвард Елгар)
- 4850 Палестріна (Джованні П'єрлуїджі да Палестріна)
- 4972 Пахельбель (Йоганн Пахельбель)
- 5004 Брух (Макс Брух)
- 5063 Монтеверді (Клаудіо Монтеверді)
- 5157 Хіндеміт (Пауль Гіндеміт)
- 5177 Хуговольф (Гуґо Вольф)
- 5210 Сен-Санс (Каміль Сен-Санс)
- 6354 Вангеліс (Вангеліс)
- 6480 Скарлатті (Алессандро і Доменіко Скарлатті)
- 6549 Скрябін (Скрябін Олександр Миколайович)
- 6777 Балакірєв (Балакирев Мілій Олексійович)
- 6780 Бородін (Бородін Олександр Порфирович)
- 6798 Куперін (Франсуа Куперен)
- 7622 Перґолесі (Джованні Баттіста Перголезі)
- 7624 Ґлюк (Крістоф Віллібальд Глюк)
- 7625 Луїшпор (Луї Шпор)
- 7903 Альбіноні (Томазо Джованні Альбіноні)
- 8181 Россіні (Джоаккіно Антоніо Россіні)
- 8249 Ґершвін (Джордж Гершвін)
- 8877 Рентаро (Rentarō Taki[en])
- 9438 Саті (Ерік Саті)
- 9493 Енеску (Джордже Енеску)
- 9912 Доніцетті (Гаетано Доніцетті)
- 9913 Гумпердінк (Енгельберт Гумпердінк)
- 10055 Зільхер (Фрідріх Зільхер[en])
- 10116 Робертфранц (Роберт Франц[en])
- 10186 Альбеніз (Ісаак Альбеніс)
- 10820 Оффенбах (Жак Оффенбах)
- 10875 Веранічі (Франческо Марія Верачіні)
- 11050 Мессіан (Олів'є Мессіан)
- 11289 Фрескобальді (Джироламо Фрескобальді)
- 11530 д'Інді (Венсан д'Енді[ru])
- 11899 Вайль (Курт Вайль)
- 12782 Мауерсбергер (брати Рудольф та Ерхард Мауерсбергер[en])
- 14403 де Машо (Гійом де Машо)
- 15808 Цельтер (Карл Фрідріх Цельтер)
- 16590 Бруновальтер (Бруно Вальтер)
- 17509 Ікумадан (Ікума Дан[en])
- 53159 Мислівечек (Йозеф Мислівечек)
- 69288 Берліоз (Гектор Берліоз)

##### Диригенти
- 5230 Asahina(інші мови) (Takashi Asahina[en])
- 6432 Темірканов (Темірканов Юрій Хатуєвич)
- 11201 Таліх (Вацлав Талих)
- 21801 Анчерл (Карел Анчерл[en])
- 21804 Вацлавнейманн (Вацлав Нойман)
- 36226 Маккерас (Чарлз Маккерас)

##### Оперні співаки
- 218 Біанка (Б'янка Б'янкі)
- 5203 Паваротті (Лучано Паваротті)
- 6583 Дестін (Ема Дестінова)
- 18460 Печкова (Dagmar Pecková[cs])
- 37573 Енрікокарузо (Енріко Карузо)
- 260508 Аланья (Роберто Аланья)

##### Інші
- 644 Козіма (Козіма Вагнер)
- 677 Ольтьє (Aaltje Noordewier-Reddingius[en])
- 5184 Кавальє-Колль (Арістід Кавальє-Колль[en], орга́нний майстер)
- 8471 Обрант (Arkadij Efimovich Obrant)
- 9914 Обухова (Обухова Надія Андріївна)
- 11305 Алквіст (Девід Алквіст)
- 58373 Albertoalonso(інші мови) (Alberto Alonso)

#### Персоналії естрадної музики

##### Музики та композитори
- 1889 Пахмутова (Пахмутова Олександра Миколаївна, композитор)
- 2620 Сантана (Карлос Сантана, музикант)
- 2644 Віктор Хара (Віктор Хара, музикант)
- 3738 Отс (Георг Отс, музикант)
- 3834 ЗаппаФренк (Френк Заппа, музикант)
- 4149 Гаррісон (Джордж Гаррісон)
- 4150 Старр (Рінго Старр)
- 4305 Клептон (Ерік Клептон, музикант)
- 4422 Жарр (Моріс Жарр і Жан-Мішель Жарр, французькі композитори)
- 4442 Ґарсіа (Джеррі Гарсія, музикант)
- 5656 Олдфілд (Майк Олдфілд, композитор)
- 5892 Майлздевіс (Майлз Девіс, музикант)
- 5945 Роучаппроуч (Стів Роуч, музикант)
- 6354 Вангеліс (Вангеліс, композитор)
- 6433 Енія (Енія, музикант)
- 7226 Крил (Карел Крил, музикант)
- 8249 Ґершвін (Джордж Гершвін, композитор)
- 9179 Сачмо (Луї Армстронг, музикант)
- 10313 Ванесса-Мей (Ванесса Мей, музикант)
- 16155 Бадді (Бадді Голлі, музикант)
- 17059 Елвіс (Елвіс Преслі, музикант)
- 17473 Фреддімерк'юрі (Фредді Мерк'юрі, музикант)
- 18132 Спектор (Філ Спектор, музикант)
- 18125 Браянвілсон (Браян Вілсон, музикант)
- 23990 Спрінгстін (Брюс Спрінгстін, музикант)
- 24997 Пітергебріел (Пітер Гебріел, музикант)
- 28151 Маркнопфлер (Марк Нопфлер, шотландський композитор)
- 44016 Джимміпейдж (Джиммі Пейдж, музикант)
- 52344 Ієгудіменухін (Ієгуді Менухін, скрипаль та диригент)
- 79896 Біллгелі (Білл Хейлі, музикант)
- 90125 Кріссквайр (Кріс Сквайр, бас-гітарист гурту Yes)
- 94291 Джанго (Джанго Рейнхардт, музикант)
- 242516 Ліндсістерлінг (Ліндсі Стерлінг, американська скрипачка)
- 243002 Леммі (Леммі Кілмістер, музикант)
- 249516 Арета (Арета Франклін, музикант)
- 274213 Сатріані (Джо Сатріані, гітарист)
- 327695 Йокооно (Оно Йоко, музикант)
- 342843 Девідбові (Девід Бові, музикант)

##### Співаки
- 2374 Владвисоцький (Висоцький Володимир Семенович, актор, співак, поет, письменник)
- 4738 Джимігендрікс (Джимі Гендрікс)
- 4147 Леннон (Джон Леннон)
- 4148 Маккартні (Пол Маккартні)
- 7934 Сінатра (Френк Сінатра, співак)
- 13644 Ліннандерсон (Лінн Андерсон[en], американська кантрі-співачка)
- 21891 Андреабочеллі (Андреа Бочеллі, співак)
- 41981 Яобейна (Яо Бейна, співачка)
- 65769 Махалія (Махалія Джексон, співачка)
- 144496 Рейнґард (Стіві Вандер, американський автор текстів та співак)

##### Гурти та музичні колективи
- 4749 Ледзеппелін (Led Zeppelin, британський рок-гурт)
- 7707 Yes (Yes, британський рок-гурт)
- 8749 Бітлз (музичний гурт «The Beatles»):
- 14024 Procol Harum (Procol Harum, британський рок-гурт)
- 15092 Біджис (Bee Gees, британський рок-гурт)
- 19367 Pink Floyd (Pink Floyd, британський рок-гурт)
- 19383 Rolling Stones (The Rolling Stones, британський рок-гурт)
- 19398 Creedence(інші мови) (Creedence Clearwater Revival, американський гурт)
- 22521 ZZ Top(інші мови) (ZZ Top, американський рок-гурт)
- 91287 Simon-Garfunkel(інші мови) (Simon and Garfunkel, американський дует)
- 110393 Раммштайн (Rammstein, німецький метал-гурт)
- 250840 Motörhead(інші мови) (Motörhead, британський рок-гурт)

### Кінематографісти, персоналії театру, телебачення та преси
- 2816 Пієн (Armand Pien[en])
- 3252 Джонні (Джонні Карсон, журналіст, телеведучий та режисер)
- 3998 Тедзука (Тедзука Осаму, японський аніматор)
- 4238 Одрі (Одрі Хепберн, актриса)
- 4495 Dassanowsky (Elfi von Dassanowsky)
- 4535 Adamcarolla(інші мови) (Adam Carolla[en])
- 4536 Дрюпінскі (Дрю Пінскі[en])
- 7037 Девідлін (Девід Лін)
- 8664 Grigorijrichters(інші мови) (Grigorij Richters[en])
- 8883 Міядзакіхаяо (Міядзакі Хаяо)
- 9081 Хідеакіанно (Анно Хідеакі)
- Учасники групи «Монті Пайтон»:
  - 9617 Ґрехемчапман (Грехем Чепмен)
  - 9618 Джонкліз (Джон Кліз)
  - 9620 Ерікайдл (Ерік Айдл)
  - 9621 Майклпейлін (Майкл Пелін)
  - 9622 Терріджонс (Террі Джонс)
- 11333 Форман (Мілош Форман)
- 11548 Джеррільюїс (Джеррі Льюїс)
- 12561 Говард (Рон Говард)
- 13441 Janmerlin(інші мови) (Jan Merlin[en])
- 15131 Аланалда (Алан Алда)
- 17023 Абботт (Бад Ебботт[en])
- 19291 Карелземан (Карел Земан)
- 19695 Білнай (Біл Най)
- 26733 Нанавізітор (Нана Візітор)
- 26734 Терріфаррелл (Террі Фаррел)
- 26858 Містерроджерс (Фред Роджерс)
- 262876 Девідлінч (Девід Лінч)
- 28600 Джорджлукас (Джордж Лукас)
- 38461 Іржітрнка (Іржі Трнка)
- 39557 Гілгуд (Джон Гілгуд)
- 68410 Ніколс (Нішель Ніколс)
- 71000 Х'юдаунс (Х'ю Даунс[en])
- 132874 Латинович (Золтан Латинович)

#### Кінорежисери, сценаристи та продюсери
- 4659 Родденберрі (Джин Родденберрі)
- 7032 Хічкок (Альфред Гічкок)
- 9619 Террігілліам (Террі Гілліам)
- 10221 Кубрик (Стенлі Кубрик)
- 10378 Інгмарбергман (Інгмар Бергман)
- 12562 Браянґрейзер (Браян Грейзер[en], продюсер)
- 25930 Спілберг (Стівен Спілберг)
- 261690 Ходоровський (Алехандро Ходоровський)

#### Актори
- 3768 Монро (Мерілін Монро, американська кіноактриса, співачка та модель)
- 4864 Німой (Леонард Німой)
- 5608 Олмос (Едвард Джеймс Олмос, актор)
- 6318 Кронкайт (Волтер Кронкайт)
- 6377 Кеґні (Джеймс Кегні, актор)
- 6546 Кей (Денні Кей, актор та комедіант)
- 7307 Такеї (Джордж Такеї, актор)
- 8299 Теалеоні (Теа Леоні, акторка)
- 8347 Лалавард (Лала Вард[en], акторка)
- 8353 Меграйан (Мег Раян, акторка)
- 9341 Грейскеллі (Грейс Келлі, акторка)
- 9342 Керіґрант (Кері Грант, актор)
- 9974 Броуді (Едрієн Броуді)
- 12818 Томгенкс (Том Генкс, актор, продюсер)
- 12820 Робінвільямс (Робін Вільямс, актор, комік)
- 13070 Шонконнері (Шон Коннері, актор)
- 17062 Бардо (Бріжіт Бардо)
- 17744 Джодіфостер (Джоді Фостер)
- 19578 Кіркдуглас (Кірк Дуглас)
- 22903 Джорджклуні (Джордж Клуні)
- 29132 Бредпітт (Бред Пітт)
- 166614 Жажа (Жа Жа Габор)
- 78453 Буллок (Сандра Буллок)
- 116939 Джонстюарт (Джон Стюарт)
- 133161 Рутткаї (Єва Рутткаї)
- 224693 Морганфрімен (Морган Фрімен)
- 231307 Пітерфальк (Пітер Фальк)

## Люди спорту

### Спортсмени

#### Спортсмени гімнастичних видів спорту
- 26986 Чаславська (Віра Чаславська)

#### Спортсмени атлетичних видів спорту
- 1740 Нурмі (Пааво Нурмі)
- 6758 Джессіоуенс (Джессі Оуенс, легкоатлет)
- 9224 Железний (Ян Железний)

#### Спортсмени водних видів спорту
- 3027 Шаварш (Карапетян Шаварш Володимирович, підводний плавець)
- 45027 Коск'є[fr] (Анрі Коск'є[fr])
- 151659 Егерсегі (Егерсегі Крістіна, плавчиня)
- 175281 Колоніч (Дьйордь Колоніч[en])
- 20043 Елленмакартур (Еллен Макартур, вітрильниця)

#### Спортсмени пересувних та воєнних видів спорту
- 12373 Ленсармстронг (Ленс Армстронг, велогонщик)
- 213770 Фіньйон[fr] (Лорен Фіньйон[en], велогонщик)

#### Спортсмени ігрових видів спорту

##### Спортсмени інтелектуальних ігрових видів спорту
- 1909 Алехін (Алехін Олександр Олександрович, шахіст)
- 78071 Вісент (Франсеск Вісент, шахіст)
- 90414 Карпов (Карпов Анатолій Євгенович, шахіст)
- 4538 Vishyanand (Вішванатан Ананд, шахіст)

##### Спортсмени командних ігрових видів спорту з м'ячем
- 2202 Пеле (Пеле, футболіст)
- 2472 Бредман (Дональд Бредмен, гравець у крикет)
- 3767 ДіМаджіо (Джо Ді Маджо, бейсболіст)
- 3442 Яшин (Лев Яшин, футболіст)
- 5891 Ґеріґ (Лу Геріг, бейсболіст)
- 5910 Затопек (Еміль Затопек)
- 10634 Пепебіцан (Йозеф Біцан, футболіст)
- 13553 Масаакікояма[ru] (Масаакі Кояма[en], бейсболіст)
- 14282 Кройф (Йоган Кройф, футболіст)
- 82656 Пушкаш (Ференц Пушкаш, футболіст)
- 85386 Пейтон (Волтер Пейтон, гравець в американський футбол)
- 316020 Ліншухоу (Джеремі Лін, баскетболіст)

##### Спортсмени індивідуальних та парних ігрових видів спорту з м'ячем
- 5441 Ендімаррі (Енді Маррей, тенісист)
- 11948 Жустіненен (Жустін Енен, тенісистка)
- 128036 Рафаельнадаль (Рафаель Надаль, тенісист)
- 230975 Роджерфедерер (Роджер Федерер, тенісист)

##### Спортсмени інших ігрових видів спорту
- 10675 Харламов (Харламов Валерій Борисович, хокеїст)
- 12414 Буре (Буре Павло Володимирович, хокеїст)
- 8217 Домінікгашек (Домінік Гашек, хокеїст)

#### Спортсмени зимових видів спорту
- 12413 Джоннівейр (Джонні Вейр, фігурист)

### Спортивні журналісти та теоретики спорту
- 7835 Майронкоуп (Майрон Коуп[en])
- 78071 Вісент (Франсеск Вісент, шаховий теоретик)

### Тренери та спортивні арбітри
- 33179 Арсенвенгер (Арсен Венгер, футбольний тренер)

### Функціонери спорту
- 2190 Кубертен (П'єр де Кубертен, функціонер)

## Політичні, державні та воєнні діячі

### Монархи та члени королівської сім'ї
- 12 Вікторія (офіційно названа на честь римської богині перемоги; але також на честь королеви Вікторії)
- 45 Євгенія (Євгенія де Монтіхо)
- 115 Тіра (Тіра Данебод[en], дружина Горма Старого)
- 216 Клеопатра (Клеопатра VII, цариця Єгипту)
- 220 Стефанія (принцеса Стефанія Бельгійська)
- 295 Терезія (Марія-Терезія, ерцгерцогиня Австрії, імператриця Священної Римської імперії)
- 326 Тамара (Тамара Велика, цариця Грузії)
- 344 Дезідерата (Дезіре Кларі, королева Швеції та Норвегії)
- 359 Георгія (Георг II, король Великої Британії)
- 392 Вільгельміна (Вільгельміна, королева Нідерландів)
- 525 Аделаїда (Аделаїда, королева-консорт Великої Британії та Ірландії, дружина короля Вільгельма IV)
- 545 Мессаліна (Валерія Мессаліна, дружина римського імператора Клавдія)
- 546 Іродіада (Іродіада, дружина Ірода Боета, мати Саломії)
- 562 Саломія (Саломія, донька Ірода Боета та Іродіади)
- 598 Октавія (Клавдія Октавія, римська імператриця)
- 650 Амаласунта (Амаласунта, королева остготів)
- 653 Береніка (Береніка II, цариця Єгипту)
- 689 Зіта (Зіта Бурбон-Пармська, дружина останнього імператора Австро-Угорщини Карла I)
- 816 Юліана (Юліана, королева Нідерландів)
- 823 Сісігамбіс (Сісігамбіс, мати перського царя Дарія III)
- 831 Статіра (Статіра[en], дружина Артаксеркса II)
- 832 Карін (Катаріна Монсдоттер, дружина Еріка XIV, короля Швеції)
- 888 Парісатида (Парісатида, дружина Дарія II, царя Персії)
- 911 Агамемнон (Агамемнон)
- 1068 Нефертіті (Нефертіті)
- 1128 Астрід (Астрід Шведська)
- 2436 Хатшепсут (фараон Хатшепсут)
- 3362 Хуфу (фараон Хеопс)
- 4414 Сесостріс (грецька версія «Сенусерт» — ім'я чотирьох фараонів)
- 4415 Ехнатон (фараон Аменхотеп IV Ехнатон)
- 4416 Рамзес (фараон Рамсес II)
- 4568 Менкаура (фараон Мікерин)
- 4721 Атагуальпа (Атауальпа)
- 4846 Тутмос («Тутмос» — ім'я чотирьох фараонів)
- 4847 Аменхотеп (фараон Аменхотеп IV Ехнатон)
- 4848 Тутанхамон (фараон Тутанхамон)
- 4906 Сенеферу (фараон Снофру)
- 5009 Сетос (грецька версія «Сеті» — імені двох фараонів)
- 5010 Аменемхет («Аменемхет» — ім'я чотирьох фараонів)
- 5242 Кенреймонін (Taira no Tokuko)
- 7117 Клаудіус (імператор Клавдій)
- 7207 Хамурапі (Хамурапі)
- 7208 Ашурбаніпал (Ашшурбаніпал)
- 7209 Сірус (Кір II Великий)
- 7210 Даріус (Дарій I Великий)
- 7211 Ксеркс (Ксеркс I)
- 7212 Артаксеркс (Артаксеркс II)
- 8740 Вацлав (Святий Вацлав, чеський князь)
- 10293 Прібіна (Прібіна)
- 11014 Святоплук (Святоплук I, князь Великої Моравії)
- 16951 Каролус Квартус (Карл IV, імператор Священної Римської імперії)
- 18349 Dafydd(інші мови) (Dafydd ap Llywelyn[en])
- 20969 Само (Само)
- 25340 Сеґовес (Сеґовес, кельтський герцог)
- 44613 Рудольф (Рудольф II, імператор Священної Римської імперії)
- 48844 Беллов (Беллов, кельтський герцог)
- 53285 Моймир (Моймир I, князь Великої Моравії)
- 151834 Монгкут (Монгкут)
- 326290 Akhenaten(інші мови) (фараон Аменхотеп IV Ехнатон)

### Представники дворянства
- 17702 Криштофхарант (Криштоф Харант[en])

##### Інші політики та державні діячі
- 712 Болівіяна (Сімон Болівар)
- 852 Владілена (Ленін Володимир Ілліч)
- 886 Вашингтонія (Джордж Вашингтон)
- 932 Гуверія та 1363 Герберта (Герберт Гувер)
- 944 Гідальго (Мігель Ідальго)
- 1841 Масарик (Томаш Гарріг Масарик, перший президент Чехословаччини)
- 2351 О'Хіггінс (Бернардо О'Гіґґінс)
- 3571 Міланштефанік (Мілан Растіслав Штефаник)
- 4317 Ґарібальді (Джузеппе Гарібальді)
- 4927 О'Коннелл (Денієл О'Коннел)
- 5102 Бенфранклін (Бенджамін Франклін)
- 9275 Перссон (Йоран Перссон)
- 11830 Джесініус (Ян Єсенський)
- 239611 Квотінг (Лі Квотінг)

### Герої війни та ветерани

#### Герої та ветерани Другої світової війни
- 1793 Зоя (Космодем'янська Зоя Анатоліївна)
- 1907 Руднєва (Руднєва Євгенія Максимівна)
- 2009 Волошина (Волошина Віра Данилівна)
- 2132 Жуков (Жуков Георгій Костянтинович)
- 3348 Покришкін (Покришкін Олександр Іванович)
- 11572 Шиндлер (Оскар Шиндлер)
- 19384 Вінтон (Ніколас Вінтон)
- 99949 Міпгіз (Міп Гіз)

#### Герої інших воєн
- 1834 Палах (Ян Палах)
- 20164 Янзаїц (Як Заїц[en])

#### Діти, загиблі під час війни
- 2127 Таня (Савичева Тетяна Миколаївна)
- 5535 Аннафранк (Анна Франк)
- 50413 Петрґінц (Петр Гінц)

## Релігійні діячі
- 89 Юлія (Юлія Корсиканська)
- 127 Жанна (Жанна д'Арк)
- 873 Мехтільд (Мехтільда Магдебурзька)
- 898 Гільдегард (Гільдеґарда Бінгенська)
- 1840 Гус (Ян Гус)
- 5275 Zdislava(інші мови) (Здіслава Берка)
- 7100 Мартін Лютер (Мартін Лютер)
- 7256 Бонгоффер (Дітріх Бонхеффер)
- 8661 Ратцінгер (Йозеф Алоїс Ратцінґер — Бенедикт XVI)
- 20006 Альбертус Маґнус (Альбертус Маґнус, німецький теолог, філософ і натураліст)

### Інші
- 3163 Ренді (Джеймс Ренді)

## Родичі відкривачів

### Родичі астрономів
- 42 Ісіда (Айзіс Поґсон, дочка астронома Нормана Роберта Поґсона; також давньоєгипетська богиня Ісіда)
- 87 Сільвія (Сільвія Фламмаріон, перша дружина астронома Каміля Фламмаріона; також Рея Сільвія, містична мати близнюків Ромула та Рема)
- 153 Гільда (Гільда фон Оппольцер, донька астронома Теодора фон Оппольцера)
- 154 Берта (Берта Мартін-Фламмаріон, сестра астронома Каміля Фламмаріона)
- 1280 Байллауда (Жуль Байо[en], син астронома Едуарда Байо[en])
- 1563 Ноель (Еммануель Арен, син астронома Сильвена Жульєна Віктора Арена[en])
- 3664 Аннерес (Анна Терезія Шмадель, дружина астронома Луца Шмаделя)
- 68109 Наоміпасачофф (Наомі Пасачофф, науковий письменник і педагог, дружина астронома Джея Пасачофф[en])

### Інші
- 2839 Аннетта (Аннетта Томбо, донька відкривача Клайда Томбо)
- 3044 Салтиков (Nikita Saltykov, один з дідів відкривача)
- 10588 Адамкренделл (Adam Crandall Rees, пасинок відкривача)
- 12848 Аґостіно (Agostino Boattini, батько відкривача)
- 13691 Акіе (Акіе Асамі, дружина відкривача)
- 19524 Акаціяколеман (Acacia Coleman, внучка відкривача)
- 60001 Аделька (Adélka Kotková, донька відкривача)

## Інші
- 83 Беатріс (Беатріче Портінарі, муза і таємне платонічне кохання Данте Аліг'єрі. Ототожнюється з Беатріче — провідником Данте у Раю в «Божественній комедії»)
- 156 Ксантиппа (Ксантиппа, дружина Сократа)
- 323 Брюсія (Кетрін Брюс[en], меценат)
- 609 Фульвія (Фульвія, дружина Марка Антонія)
- 719 Альберт (Albert Salomon Anselm von Rothschild[en])
- 904 Рокфеллія (Джон Девісон Рокфеллер, благодійник)
- 1038 Такія (Edward Tuck[en], благодійник)
- 3018 Ґодіва (Леді Ґодіва)
- 3147 Саманта (Саманта Рід Сміт)
- 4318 Бата (Томаш Батя)
- 4487 Покахонтас (Покахонтас)
- 4987 Фламстід (Ethelwin («Win») Frances Flamsteed Moffatt)
- 6235 Берні (Венеція Берні[en], придумала ім'я для планети Плутон)
- 7166 Кеннеді (Malcolm Kennedy)
- 19718 Альбертджарвіс (Albert G. Jarvis)
- 69275 Візенталь (Симон Візенталь, мисливець за нацистами)
- 80652 Альбертоанджела (Альберто Анджела[ru])
- 241528 Табмен (Гаррієт Табмен, борець проти рабства в США)
- 249521 Трус (Сожурне Трус)
- 316201 Малала (Малала Юсафзай, пакистанська правозахисниця, яка виступає за доступність освіти для жінок)

## Вигадані персонажі

### Персонажі класичних художніх творів
- 92 Ундіна (героїня роману «Ундіна» Фрідріха де ла Мотт Фуке)
- 211 Ізольда (Ізольда, персонаж середньовічного роману «Трістан та Ізольда»)
- 264 Любуша (Любуша)
- 588 Ахіллес (Ахіллес)
- 617 Патрокл (Патрокл)
- 624 Гектор (Гектор)
- 911 Агамемнон (Агамемнон)
- 1143 Одіссей (Одіссей)
- 1172 Еней (Еней)
- 1966 Трістан (Трістан, лицар короля Артура)
- 2041 Ланцелот (Ланцелот, лицар короля Артура)
- 2054 Ґавейн (Ґавейн, лицар короля Артура)
- 2082 Ґалагад (Ґалагад, лицар короля Артура)
- 2095 Парсіфаль (Парсіфаль, лицар короля Артура)
- 2483 Ґвіневера (Гвіневера, дружина короля Артура)
- 2597 Артур (король Артур)
- 2598 Мерлін (Мерлін, вчитель і помічник короля Артура)
- 3102 Крок (Крок, князь Богемії, батько Любуші, Казі та Тети)
- 3180 Морган (Морґана, чарівниця, персонаж артурівського циклу)
- 3552 Дон Кіхот (Дон Кіхот, головний герой роману «Хитромудрий ідальго Дон Кіхот з Ламанчі» Мігеля де Сервантеса)
- 5797 Bivoj(інші мови) (Bivoj, міфічний богемський герой)
- 7695 Пржемисл (Пржемисл Орач, легендарний перший князь чехів, засновник династії Пржемисловичів)
- 9551 Kazi(інші мови) (Kazi, містична богемська цілителька)
- 9713 Oceax(інші мови) (Oceax, син Nauplius з Euboea і брат Palamedes)
- 10764 Рюбецаль (Рюбецаль[en], дух гір Крконоше в Сілезії та Богемії)
- 12927 Піноккіо (Піноккіо, головний герой книги Карло Коллоді «Пригоди Піноккіо»)
- 15374 Тета (міфічна богемська пророчиця)
- 24601 Вальжан (Жан Вальжан, головний герой роману Віктора Гюго «Знедолені»)
- 38086 Беовульф (Беовульф)

### Персонажі сучасних художніх творів
- 1683 Кастафіоре (персонаж у «Пригодах Тентена» авторства Ерже)
- 2309 Містер Спок (Спок, персонаж науково-фантастичного телевізійного серіалу «Зоряний шлях: Оригінальний серіал»)
- 2521 Хайді (головна героїня повісті «Хайді» авторства Йоганни Шпірі)
- 2991 Більбо (персонаж казкового роману «Гобіт, або Туди і Звідти»)
- 4512 Синухе (головний герой «Синухе, єгиптянин» авторства Міка Валтарі)
- Персонажі творів Артура Конан Дойля:
  - 5048 Моріарті (Професор Моріарті)
  - 5049 Шерлок (Шерлок Холмс, детектив)
  - 5050 Докторватсон (Доктор Ватсон)
- Персонажі з «Аліси в Країні чудес» Льюїса Керрола:
  - 6042 Чеширськийкіт (Чеширський кіт)
  - 6735 МедХеттер (Капелюшник)
  - 6736 Мачхее (Березневий Заєць)
- Казкові тварини, описані або згадані Льюїсом Керролом у «Бурмоковті»:
  - 7470 Джаббервок (Бурмоковт)
- 7796 Ярацімрман (Яра Цімрман, чеський вигаданий персонаж, універсальний геній)
- 7896 Швейк (Швейк, персонаж «Пригод бравого вояка Швейка» Ярослава Гашека)
- 9007 Джеймс Бонд (Джеймс Бонд)
- 10160 Тоторо (персонаж твору «Мій сусід Тоторо»)
- 12410 Дональд Дак (Дональд Дак)
- 12448 Містер Томпкінс (Містер Томпкінс, персонаж науково-фантастичних творів Георгія Гамова)
- 12796 Каменрайда (Kamen Rider)
- 18610 Артурдент (Артур Дент)
- 18996 Торасан (Тора-сан, головний герой японського серіалу «Чоловікові живеться важко»[en])
- 20496 Дженік (Дженік, персонаж комічної опери «Продана наречена» Бедржиха Сметани)
- 20497 Марженка (Марженка, персонаж комічної опери «Продана наречена» Бедржиха Сметани)
- Комічні персонажі, створені Рене Госінні та Альбером Удерзо:
  - 29401 Астерікс (Астерікс)
  - 29402 Обелікс (Обелікс[en])
- 29471 Спейбл (Спейбл, персонаж, створений Йозефом Скупа)
- 29472 Гурвінек (Гурвінек, персонаж, створений Йозефом Скупа)
- 33377 Вечернічек (Вечернічек[en])
- Маленький принц[en], супутник астероїда 45 Євгенія (Маленький принц, персонаж однойменного твору Антуана де Сент-Екзюпері)
- 46737 Анпанман (персонаж серій Анпанман[en])
- 58345 Мумі-троль (Мумі-троль, персонаж книг Туве Янссон)
- 98494 Марсупіламі (Марсупіламі[en], вигадана тварина, персонаж коміксів Андре Франкена)
- 99942 Апофіс (персонаж серіалу «Зоряна брама: SG-1»)